# Talang Duku
Talang Duku is een bestuurslaag in het regentschap Muaro Jambi van de provincie Jambi, Indonesië. Talang Duku telt 3492 inwoners (volkstelling 2010).